# Eleição municipal de Angra dos Reis em 2008
A eleição municipal da cidade brasileira de Angra dos Reis em 2008 ocorreu no dia 05 de outubro de 2008, como parte do conjunto de eleições municipais no Brasil que ocorreram no mesmo ano. Na ocasião, foram eleitos um prefeito, vice-prefeito e 11 vereadores para a Câmara Municipal da cidade.
A campanha eleitoral contou com a participação de 2 candidatos a prefeito. O prefeito em exercício, Fernando Jordão, do PMDB, não pôde se candidatar para uma nova reeleição devido ao limite estabelecido na Constituição Brasileira de no máximo dois mandatos executivos consecutivos por pessoa. O primeiro turno foi realizado em 05 de outubro de 2008. Tuca Jordão, candidato pelo PMDB, foi eleito com 44.162 votos (52,22% dos votos válidos), seguido de Conceição Rabha, do PT, que obteve 40.413 votos (47,78%).
Na Câmara dos Vereadores, 163 candidatos concorreram ao pleito e 11 foram eleitos. Dentre os vereadores eleitos, 3 foram reeleitos. O PT foi o partido que conquistou o maior número de assentos, com 3 eleitos. Leandro Silva foi o candidato mais votado, recebendo 3.733 votos (4,72% dos votos validos).  Os candidatos eleitos tomaram posse em 1 de janeiro de 2009 para exercerem um mandato de quatro anos.

## Candidaturas para a prefeitura
| Nº      | Prefeito(a)  | Prefeito(a)                                     | Prefeito(a)       | Prefeito(a)                 | Vice-prefeito(a) | Vice-prefeito(a) | Vice-prefeito(a)                            | Vice-prefeito(a)  | Vice-prefeito(a)  | Coligação Partido(s)                                                            |
| Nº      | Candidato(a) | Candidato(a)                                    | Partido Federação | Cargos relevantes           | Candidato(a)     | Candidato(a)     | Candidato(a)                                | Partido Federação | Cargos relevantes | Coligação Partido(s)                                                            |
| ------- | ------------ | ----------------------------------------------- | ----------------- | --------------------------- | ---------------- | ---------------- | ------------------------------------------- | ----------------- | ----------------- | ------------------------------------------------------------------------------- |
| 13      |              | Conceição Rabha Maria Da Conceição Caldas Rabha | PT                | - Servidor Público Estadual |                  |                  | Caca Carlos Alberto Gibrail Rocha Filho     | PPS               | - Empresário      | Honestidade E Amor A Angra PT PPS PTC PV PRTB                                   |
| 15      |              | Tuca Jordão Artur Otávio Scapin Jordão Costa    | PMDB              | - Engenheiro                |                  |                  | Essiomar Gomes José Essiomar Gomes Da Silva | PP                | - Vereador        | Continua Angra PMDB PSDB PHS PRB PR PP PTN PSL DEM PRP PCdoB PSDC PSC PTdoB PTB |
| Fontes: |              |                                                 |                   |                             |                  |                  |                                             |                   |                   |                                                                                 |

## Candidatos à vereança
| Coligação                                 | Partido | Partido | Candidaturas |
| ----------------------------------------- | ------- | ------- | ------------ |
| Pp-Psl-Pr-Dem (23 candidatos)             |         | PP      | 9            |
| Pp-Psl-Pr-Dem (23 candidatos)             |         | DEM     | 7            |
| Pp-Psl-Pr-Dem (23 candidatos)             |         | PR      | 5            |
| Pp-Psl-Pr-Dem (23 candidatos)             |         | PSL     | 2            |
| Transparencia E Seriedade (23 candidatos) |         | PT      | 12           |
| Transparencia E Seriedade (23 candidatos) |         | PPS     | 11           |
| Avanca Angra (22 candidatos)              |         | PSDC    | 14           |
| Avanca Angra (22 candidatos)              |         | PSC     | 8            |
| Angra Continua (22 candidatos)            |         | PMDB    | 18           |
| Angra Continua (22 candidatos)            |         | PSDB    | 4            |
| Pra Frente Angra (22 candidatos)          |         | PCdoB   | 10           |
| Pra Frente Angra (22 candidatos)          |         | PRP     | 7            |
| Pra Frente Angra (22 candidatos)          |         | PTB     | 3            |
| Pra Frente Angra (22 candidatos)          |         | PTdoB   | 2            |
| Prb/Phs (19 candidatos)                   |         | PRB     | 12           |
| Prb/Phs (19 candidatos)                   |         | PHS     | 7            |
| Resgata Angra (17 candidatos)             |         | PSB     | 11           |
| Resgata Angra (17 candidatos)             |         | PDT     | 6            |
| Renova Camara (15 candidatos)             |         | PTC     | 14           |
| Renova Camara (15 candidatos)             |         | PRTB    | 1            |
| Fontes:                                   |         |         |              |

## Resultados da eleição

### Prefeito
| Candidato(a) a prefeito  | Candidato(a) a prefeito  | Candidato(a) a vice-prefeito | Primeiro turno 05 de outubro de 2008 | Primeiro turno 05 de outubro de 2008 |
| Candidato(a) a prefeito  | Candidato(a) a prefeito  | Candidato(a) a vice-prefeito | Total                                | Percentagem                          |
| ------------------------ | ------------------------ | ---------------------------- | ------------------------------------ | ------------------------------------ |
|                          | Tuca Jordão (PMDB)       | Essiomar Gomes (PP)          | 44.162                               | 52,22%                               |
|                          | Conceição Rabha (PT)     | Caca (PPS)                   | 40.413                               | 47,78%                               |
| Total de votos válidos   | Total de votos válidos   | Total de votos válidos       | 84.575                               | 84.575                               |
| Votos apurados           |                          |                              |                                      |                                      |
| Votos válidos            | Votos válidos            | Votos válidos                | 84.575                               | 92,7%                                |
| Votos em branco          | Votos em branco          | Votos em branco              | 2.624                                | 2,88%                                |
| Votos nulos              | Votos nulos              | Votos nulos                  | 4.032                                | 4,42%                                |
| Total de votos apurados  | Total de votos apurados  | Total de votos apurados      | 91.231                               | 91.231                               |
| Eleitores                |                          |                              |                                      |                                      |
| Comparecimentos          | Comparecimentos          | Comparecimentos              | 91.231                               | 84,58%                               |
| Abstenções               | Abstenções               | Abstenções                   | 16.636                               | 15,42%                               |
| Total de eleitores aptos | Total de eleitores aptos | Total de eleitores aptos     | 107.867                              | 107.867                              |
| Total de seções: 297     |                          |                              |                                      |                                      |
| Fontes:                  |                          |                              |                                      |                                      |

### Composição da Câmara Municipal
|                          |                          |                 |                 |          |    |
| Nº                       | Partido                  | Votos populares | Votos populares | Assentos | ±  |
| Nº                       | Partido                  | Votos           | %               | Assentos | ±  |
| 13                       | PT                       | 13.518          | 15,71%          | 3        | 2  |
| 15                       | PMDB                     | 14.910          | 17,33%          | 2        | 1  |
| 65                       | PCdoB                    | 8.663           | 10,07%          | 2        | 1  |
| 22                       | PR                       | 6.381           | 7,42%           | 2        | 2  |
| 10                       | PRB                      | 9.758           | 11,34%          | 1        | 1  |
| 25                       | DEM                      | 5.632           | 6,55%           | 1        | 1  |
| 31                       | PHS                      | 4.797           | 5,58%           | 1        | 1  |
| 40                       | PSB                      | 4.928           | 5,73%           | 0        | -  |
| 11                       | PP                       | 3.938           | 4,58%           | 0        | 1  |
| 27                       | PSDC                     | 3.338           | 3,88%           | 0        | -  |
| 20                       | PSC                      | 2.857           | 3,32%           | 0        | -  |
| 23                       | PPS                      | 2.037           | 2,37%           | 0        | -  |
| 14                       | PTB                      | 1.299           | 1,51%           | 0        | -  |
| 36                       | PTC                      | 1.036           | 1,2%            | 0        | -  |
| 70                       | PTdoB                    | 840             | 0,98%           | 0        | -  |
| 12                       | PDT                      | 682             | 0,79%           | 0        | -  |
| 45                       | PSDB                     | 616             | 0,72%           | 0        | -  |
| 44                       | PRP                      | 511             | 0,59%           | 0        | -  |
| 17                       | PSL                      | 237             | 0,28%           | 0        | 1  |
| 28                       | PRTB                     | 46              | 0,05%           | 0        | -  |
| Total de votos válidos   | Total de votos válidos   | 86.024          | 86.024          | 12       | 12 |
| Votos apurados           |                          |                 |                 | 12       | 12 |
| Total de votos válidos   | Total de votos válidos   | 86.024          | 94,29%          | 12       | 12 |
| Votos em branco          | Votos em branco          | 2.733           | 3%              | 12       | 12 |
| Votos nulos              | Votos nulos              | 2.474           | 2,71%           | 12       | 12 |
| Total de votos apurados  | Total de votos apurados  | 91.231          | 91.231          | 12       | 12 |
| Eleitores                |                          |                 |                 | 12       | 12 |
| Comparecimentos          | Comparecimentos          | 91.231          | 84,58%          | 12       | 12 |
| Abstenções               | Abstenções               | 16.636          | 15,42%          | 12       | 12 |
| Total de eleitores aptos | Total de eleitores aptos | 107.867         | 107.867         | 12       | 12 |
| Fontes:                  |                          |                 |                 |          |    |

### Vereadores eleitos
| Candidato(a) | Candidato(a)            | Partido | Votos | Votos       | Cidade de origem | Unidade federativa/País |
| Candidato(a) | Candidato(a)            | Partido | Total | Percentagem | Cidade de origem | Unidade federativa/País |
| ------------ | ----------------------- | ------- | ----- | ----------- | ---------------- | ----------------------- |
|              | Leandro Silva           | PR      | 3.733 | 4,72%       | Angra dos Reis   | Rio de Janeiro          |
|              | Vilma Dos Santos        | PRB     | 2.528 | 3,19%       | Angra dos Reis   | Rio de Janeiro          |
|              | Lia                     | PT      | 2.354 | 2,97%       | Rio de Janeiro   | Rio de Janeiro          |
|              | Dr Ilson Peixoto        | PT      | 2.318 | 2,93%       | Rio de Janeiro   | Rio de Janeiro          |
|              | Dr. José Antônio        | PCdoB   | 2.144 | 2,71%       | Campos           | Rio de Janeiro          |
|              | Jorge Eduardo (Mascote) | PMDB    | 2.113 | 2,67%       | Angra dos Reis   | Rio de Janeiro          |
|              | Cordeiro                | PT      | 2.110 | 2,67%       | Araripina        | Pernambuco              |
|              | José Maria Justino      | PR      | 2.063 | 2,61%       | Angra dos Reis   | Rio de Janeiro          |
|              | Aguilar Ribeiro         | PCdoB   | 2.027 | 2,56%       | Mutum            | Minas Gerais            |
|              | Marco Aurélio           | DEM     | 1.990 | 2,51%       | Angra dos Reis   | Rio de Janeiro          |
|              | Parente                 | PHS     | 1.753 | 2,22%       | Jardim           | Ceará                   |
| Fontes:      |                         |         |       |             |                  |                         |